# Paltzschen
Paltzschen ist ein Ortsteil der sächsischen Kleinstadt Lommatzsch im Landkreis Meißen. Der Ort wurde im Jahr 1206 ersterwähnt und gehört seit 1994 zu Lommatzsch.

## Geographie
Paltzschen ist rund 2,5 km nördlich des Stadtzentrums von Lommatzsch gelegen. Die nächsten größeren Städte in der Umgebung sind die nördlich liegende Große Kreisstadt Riesa und das südöstlich von Paltzschen befindliche Meißen. Der Ort liegt in der Lommatzscher Pflege und wird vom Keppritzbach durchflossen, der bei Jahnishausen (zu Riesa) in die Jahna mündet. Paltzschen ist von Ackerflächen umgeben, das Ortsbild prägen zwei große Vierseithöfe sowie mehrere Dreiseithöfe. Die übrige Ortsbebauung bilden einzeln stehende kleinere Wohnhäuser. Durch Paltzschen verläuft die Kreisstraße 8083, sie bindet den Ort in Lommatzsch an die sächsische Staatsstraße 85 und in Klappendorf an die Bundesstraße 6 an. Die B 6 ist die Verbindung zwischen Riesa und Meißen.
Der Ort bildet eine eigene Gemarkung, die in ihren Abmessungen mit der bis 1935 bestehenden Landgemeinde Paltzschen identisch ist. Diese grenzt im Nordwesten an Striegnitz. Im Norden schließt sich Dörschnitz an Paltzschen an, östlich benachbart liegt Lautzschen. Südöstlich der Gemarkung grenzen zudem die Gemarkungen Zscheilitz und Löbschütz/Pisk. an. Die südliche Grenze hat Paltzschen mit der Lommatzscher Gemarkung gemeinsam. Südwestlich und westlich des Ortes befindet sich Scheerau. Alle angrenzenden Gemarkungen gehören wie Paltzschen zur Stadt Lommatzsch.

## Geschichte
| Jahr         | Einwohner |
| ------------ | --------- |
| 1834         | 133       |
| 1871         | 136       |
| 1890         | 141       |
| 1910         | 157       |
| 1925         | 151       |
| → Dörschnitz |           |

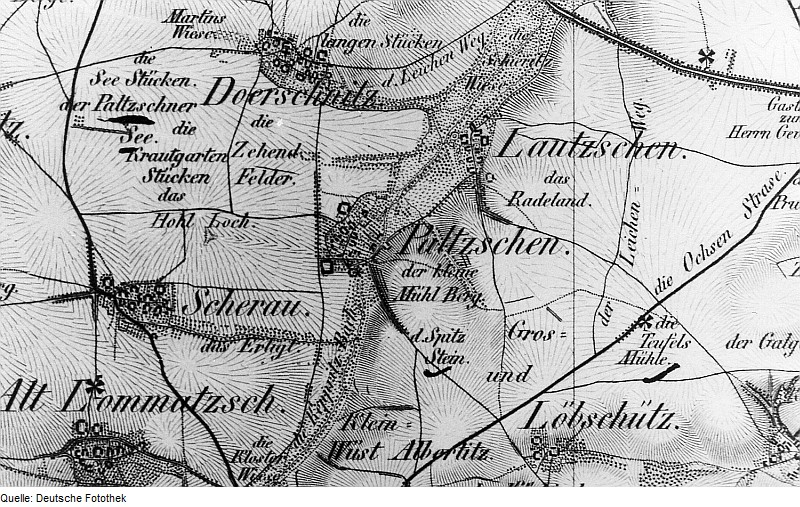
Paltzschen und Umgebung auf einer Karte von Hermann Oberreit (1839/1840)

Im Jahr 1206 wird ein Herrensitz mit dem Eigentümer Lampertus de Pulzan erstmals erwähnt. Besiedelt war diese Stelle jedoch schon früher, besondere Bedeutung im Zusammenhang mit den Daleminziern hat sie als Kultplatz der Slawen. Nahe dem Ort lag der „Heilige See“, im Volksmund „Baalscher See“ genannt. Er befand sich zwischen Striegnitz und Dörschnitz und fiel beim Bau der Bahnstrecke Riesa–Nossen trocken. Die Wasserfläche hatte keinen Abfluss. Es war zweifellos einer der nicht seltenen offenen Quellbrunnen. Im Jahr 1255 wurde Polzen, 1334 Polschen und 1350 Poltschen bzw. Polschen in Urkunden genannt. Die weitere Entwicklung des Ortsnamens führte über Polczschen (1408), Palczschin bzw. Polczschin (1466), Pulschen (1526), Pultschen (1543) und Bultzschen (1547) zu Waltzschen im Jahr 1555. Im 18. Jahrhundert war Paltzschen oder veraltet Poltschen als Ortsname gebräuchlich.
In der Frühen Neuzeit wurde Paltzschen von Meißen aus verwaltet. So gehörte der Ort Mitte des 16. Jahrhunderts bereits zum Erbamt Meißen, folgend dann in der Mitte des 19. Jahrhunderts zum Amt Meißen und ab 1856 zum Gerichtsamt Lommatzsch. Ab dem Jahr 1875 oblag die Verwaltung dann der Amtshauptmannschaft Meißen. Bevor Paltzschen 1838 durch die Sächsische Landgemeindeordnung Eigenständigkeit als Landgemeinde erhielt, war der Ort durch das Lehnswesen geprägt. Der Landesfürst übte 1547 die Grundherrschaft über 14 besessene Mann, drei Gärtner und 22 Inwohner aus, die 23 Hufen Land bewirtschafteten. Nach dem Ende des Siebenjährigen Krieges (1756–1763) hatten das Rittergut Jahnishausen und der Fürst anteilig die Grundherrschaft über 14 besessene Mann und sechs Häusler inne, die auf 24 1⁄2 Hufen lebten. Der Ort besaß eine Wassermühle. Im Jahr 1890 war ein B. Hörig Gemeindevorsteher.
Im Jahr 1900 erstreckte sich um das Gassendorf Paltzschen eine 252 Hektar große gewannähnliche Streifenflur, die fast ausschließlich landwirtschaftlich genutzt wurde, da die Bewohner des Dorfes vornehmlich Bauern waren. Lebten 1834 noch 133 Menschen in Paltzschen, waren es 1890 141. Die Bevölkerungszahl stieg auch in den folgenden Jahrzehnten nur leicht, 1925 lebten 151 Menschen in Paltzschen, die fast alle der evangelisch-lutherischen Kirchgemeinde in Lommatzsch angehörten (zwei waren katholisch). Schon im 16. Jahrhundert war der Ort in die dortige Kirche gepfarrt. Heute zählt Paltzschen mit den umliegenden Dörfern zur Kirchgemeinde Lommatzsch-Neckanitz.
Am 1. November 1935 endete die 1838 erlangte kommunale Eigenständigkeit Paltzschens wieder, der Ort wurde in den größeren Nachbarort Dörschnitz eingemeindet. Am selben Datum wurden auch Klappendorf, Lautzschen und Sieglitz Teil von Dörschnitz. Zusammen kamen diese Orte nach dem Zweiten Weltkrieg in die Sowjetische Besatzungszone und später zur DDR. Die historisch gewachsene Zugehörigkeit zu Meißen blieb auch nach der Gebietsreform 1952 erhalten, die Dörschnitz mit seinen Ortsteilen dem Kreis Meißen im Bezirk Dresden zuordnete. Das bäuerliche Leben in Paltzschen wurde nun nach dem Prinzip von Landwirtschaft in der DDR ausgerichtet.
Nach der Deutschen Wiedervereinigung kam Paltzschen zum wiedergegründeten Freistaat Sachsen. Da die Gemeinde Dörschnitz mit ihren etwa 500 Einwohnern zu klein war, um weiterhin eigenständig bleiben zu können, wurde sie mit Wirkung zum 1. Januar 1994 mit Striegnitz und seinen Ortsteilen nach Lommatzsch eingegliedert. Seitdem ist Paltzschen einer der 38 Ortsteile dieser Stadt. Die folgenden Gebietsreformen in Sachsen ordneten Lommatzsch 1996 dem Landkreis Meißen-Radebeul und 2008 dem Landkreis Meißen zu.
Im Jahr 2006 feierte der Ort sein 800-jähriges Jubiläum.